# 18970 Jenniharper
18970 Jenniharper è un asteroide della fascia principale. Scoperto nel 2000, presenta un'orbita caratterizzata da un semiasse maggiore pari a 2,4132941 UA e da un'eccentricità di 0,1042473, inclinata di 3,50848° rispetto all'eclittica.